# Canon automatique Hotchkiss modèle 1901
Pour les articles homonymes, voir Canon de 37 mm.
Le canon automatique Hotchkiss modèle 1901 est un canon construit par Hotchkiss au début du XXe siècle. Il est conçu pour concurrencer le canon britannique Pom-pom dont l'efficacité meurtrière est reconnue pendant la seconde guerre des Boers et destiné à être utilisé sur des affuts de marine et de campagne.

## Conception
Le canon automatique Hotchkiss modèle 1901 est directement dérivé  de la mitrailleuse Hotchkiss modèle 1900 de calibre 8 mm, dont il reprend l'architecture en adoptant un obus de 37 × 94 mm,.
Il fonctionne par emprunt des gaz avec un piston réglable placé sous le canon et un refroidissement par air à l'aide d'ailettes en aluminium. L'arme comporte une vingtaine de pièces et le démontage est relativement aisé et rapide. 
L'alimentation est effectuée par des bandes métalliques rigides de huit cartouches pour l'affût de campagne et de dix coups ou des bandes flexibles à 26 munitions pour l'affût de marine.
L'affût de marine est installé sur une base conique à pivot et abrité derrière un masque de six millimètres d'épaisseur. Il peut s'élever de 15° et s'abaisser de 20°,.
L'affût de campagne et de débarquement, est monté sur un chassis constitué de tubes creux en acier et de deux roues. Il peut s'élever de 17° et s'abaisser de 14°.
Pour le transport, il est relié à un avant-train portant un caisson où prennent place 288 munitions. Le tout constitue un ensemble à quatre roues tracté par un attelage de quatre chevaux.

## Utilisation
En dépit du succès de ce type d'arme pendant la guerre des Boers et les qualités du modèle 1901, les exemplaires acquis sont revendus dès 1904. Ce canon automatique soulève peu d'intérêt dans l'armée française. Cette dernière est peu encline à une consommation élevée de munitions, malgré la facilité reconnue de réglage du tir lié à l'explosion à l'impact, par rapport à une mitrailleuse.
Les forces armées mexicaines acquièrent cette arme, qui connaît une phase d'utilisation pendant la révolution mexicaine,. L'armée rebâtie par le ministre de la guerre Álvaro Obregón regroupe dans un régiment quarante exemplaires de ce canon en 1918.

### Munitions
Plusieurs types d'obus en 37 × 94 mm sont développés comme munition pour le Canon automatique Hotchkiss modèle 1901,:
| Type d'obus       | Poids du projectile (g) | Vitesse (m/s) | Charge d'explosif (g) | Masse de la cartouche complète (g) |
| ----------------- | ----------------------- | ------------- | --------------------- | ---------------------------------- |
| Obus en fonte     | 450                     | 480 ou 500    | 22                    | 620                                |
| Obus en acier     | 500                     |               | 15                    | 670                                |
| Boîte à mitraille | 550                     |               |                       | 720                                |

L'obus en fonte se fragmente en 22 éclats et la boîte à mitraille contient 28 balles,.